# Рікардо Ріллер
Рікардо Ріллер (порт. Ricardo Ryller, нар. 27 лютого 1994) — бразильський футболіст, півзахисник клубу «Брага». На умовах оренди захищає кольори «Брагантіно».

## Ігрова кар'єра
Народився 27 лютого 1994 року. Вихованець футбольної школи клубу «Луверденсе». Дорослу футбольну кар'єру розпочав 2014 року в основній команді того ж клубу, в якій провів чотири сезони, взявши участь у 90 матчах бразильської Серії Б. Більшість часу, проведеного у складі «Луверденсе», був основним гравцем команди, зігравши у 109 матчах, в яких забив 10 голів.
16 січня 2018 року перейшов у португальську «Брагу», підписавши контракт до 2022 року. За наступні півтора сезону відіграв за команду з Браги лише 12 матчів у національному чемпіонаті, після чого влітку 2019 року повернувся на батьківщину, приєднавшись на умовах оренди до «Брагантіно».

## Статистика виступів

### Статистика клубних виступів
Станом на 6 січня 2017
| Сезон                  | Команда                | Чемпіонат              | Чемпіонат | Чемпіонат | Національний кубок | Національний кубок | Національний кубок | Континентальні кубки | Континентальні кубки | Континентальні кубки | Інші змагання | Інші змагання | Інші змагання | Усього | Усього | Усього |
| Сезон                  | Команда                | Ліга                   | Ігор      | Голів     | Ліга               | Ігор               | Голів              | Ліга                 | Ігор                 | Голів                | Ліга          | Ігор          | Голів         | Ігор   | Голів  |        |
| ---------------------- | ---------------------- | ---------------------- | --------- | --------- | ------------------ | ------------------ | ------------------ | -------------------- | -------------------- | -------------------- | ------------- | ------------- | ------------- | ------ | ------ | ------ |
| 2014                   | «Луверденсе»           | B                      | 3         | 0         | КБ                 | 0                  | 0                  |                      | -                    | -                    |               | -             | -             | 3      | 0      |        |
| 2015                   | «Луверденсе»           | B                      | 26        | 1         | КБ                 | 4                  | 0                  |                      | -                    | -                    | КВ            | 3             | 0             | 33     | 1      |        |
| 2016                   | «Луверденсе»           | B                      | 36        | 1         | КБ                 | 0                  | 0                  |                      | -                    | -                    |               | -             | -             | 36     | 1      |        |
| 2017                   | «Луверденсе»           | B                      | 25        | 3         | КБ                 | 4                  | 2                  |                      | -                    | -                    | КВ            | 8             | 3             | 37     | 8      |        |
| Усього за «Луверденсе» | Усього за «Луверденсе» | Усього за «Луверденсе» | 90        | 5         |                    | 8                  | 2                  |                      | -                    | -                    |               | 11            | 3             | 109    | 10     |        |
| 2017–18                | «Брага»                | ПЛ                     | 1         | 0         | КП+КЛ              | 0                  | 0                  |                      | -                    | -                    |               | -             | -             | 1      | 0      |        |
| Усього за кар'єру      | Усього за кар'єру      | Усього за кар'єру      | 91        | 5         |                    | 8                  | 2                  |                      | -                    | -                    |               | 11            | 3             | 110    | 10     |        |

## Титули і досягнення
- Володар Королівського кубка Саудівської Аравії (1): 2021-22